# François Regnaudin
François Regnaudin o Regnauldin fue un escultor francés, activo a finales del siglo XVII y principios del XVIII, que trabajó al servicio del rey Luis XIV.

## Datos biográficos
Desde al menos 1687 fue candidato para ganar el Premio de Roma de  escultura. Ese año 1687, quedó tercero frente a Le Moyne (1º) y Girardin (2º). Al año siguiente, 1688, quedó desbancado de nuevo por Antoine Girardin (1º), siendo Regnaudin segundo. Por fin, en 1691, François Regnaudin fue 1º dejando el 2º premio para Nicolas Brodon.
Por su apellido pudo ser descendiente del escultor de Versailles, Thomas Regnaudin (1622- 1706).

## Obras
La base Joconde del ministerio de Cultura francés, al ser consultada acerca de las obras de Francois Regnaudin, remite a una página en que dice que las obras son desconocidas